# Stade Sylvio Cator
Stade Sylvio Cator – stadion piłkarski w Port-au-Prince, stolicy Haiti. Może pomieścić 15 000 widzów. Swoje spotkania rozgrywają na nim drużyny Racing Port-au-Prince, Violette Port-au-Prince oraz Aigle Noir Port-au-Prince. Podczas trzęsienia ziemi w 2010 roku obiekt został częściowo zniszczony, a następnie utworzono na jego terenie miasteczko namiotowe dla osób, które straciły dach nad głową.